# Brassica oleracea
Brassica oleracea este o specie de plante din familia Brassicaceae care include multe subspecii cultivate agricol și folosite ca legume, cum ar fi varza, varza creață, brocoliul, conopida, varza de Bruxelles, gulia și varza furajeră.
Un studiu din 2021 a arătat ca B. oleracea a fost domesticată din specia Brassica cretica răspândită în zona estică a Mării Mediterane.

## Etimologie
Plinius cel Bătrân, când folosește termenul Brassica, se referă la mai multe plante care arată ca varza. 
Epitetul specific, oleracea, înseamnă „legumă” în Latină și este o formă a cuvântului „holeraceus”.

## Subspecii
După Grădinile Botanice Roiale din Marea Britanie (KEW)  subspeciile din specia Brassica oleracea pot fi împarțite în opt grupuri. A nu se confunda subspecia cu soiul.
- Acefala: plante care nu formează  „cap”.
- Alboglabra: plante din bucătăria Asiatică .
- Botrytis: plante care formează inflorescencențe compacte.
- Capitata: plante care seamănă cu varza .
- Gemmifera: plante care formează „capete mici”", în minatură.
- Gongylode: plante care formează o tijă bulbară la bază.
- Italica: plante cultivate pentru vlăstari imaturi.
- Tronchuda: plante care au frunze răspândite la nivelul solului.

| Subspecie (nume comun)            | Imagine | Group             | Subspecie (nume botanic)                    |
| --------------------------------- | ------- | ----------------- | ------------------------------------------- |
| Varză sălbatică                   |         | N/A               | Brassica oleracea var. oleracea             |
| Varză                             |         | Capitata          | Brassica oleracea var. capitata f. alba     |
| Varză creață (Savoy)              |         | Capitata          | Brassica oleracea var. capitata f. sabauda  |
| Varză roșie                       |         | Capitata          | Brassica oleracea var. capitata f. rubra    |
| Varză conică                      |         | Capitata          | Brassica oleracea var. capitata f. acuta    |
| Broccoli chinezesc                |         | Alboglabra        | Brassica oleracea var. alboglabra           |
| Varză furajeră                    |         | Acefala           | Brassica oleracea var. viridis              |
| Varză Jersey                      |         | Acefala           | Brassica oleracea var. longata              |
| Varză ornamentală                 |         | Acefala           | Brassica oleracea var. acephala             |
| Varză furajeră creață             |         | Acefala           | Brassica oleracea var. sabellica            |
| Varză neagră                      |         | Acefala           | Brassica oleracea var. palmifolia           |
| Varză furajeră perenă             |         | Acefala           | Brassica oleracea var. ramosa               |
| Vărzișoară                        |         | Hibrid            | Brassica oleracea var. viridis x gemmifera  |
| Brassica oleracea var. medullossa |         | Acefala           | Brassica oleracea var. medullosa            |
| Varză portugheză                  |         | Tronchuda         | Brassica oleracea var. costata              |
| Varză de Bruxelles                |         | Gemmifera         | Brassica oleracea var. gemmifera            |
| Gulie                             |         | Gongylode         | Brassica oleracea var. gongylodes           |
| Broccoli                          |         | Botrytis, Italica | Brassica oleracea var. italica              |
| Conopidă                          |         | Botrytis          | Brassica oleracea var. botrytis             |
| Conopidă romanesco                |         | Botrytis          | Brassica oleracea var. botrytis             |
| Broccolidă                        |         | Hibrid            | Brassica oleracea var. botrytis × italica   |
| Broccolini                        |         | Hibrid            | Brassica oleracea var. italica × alboglabra |